# 宝伊局

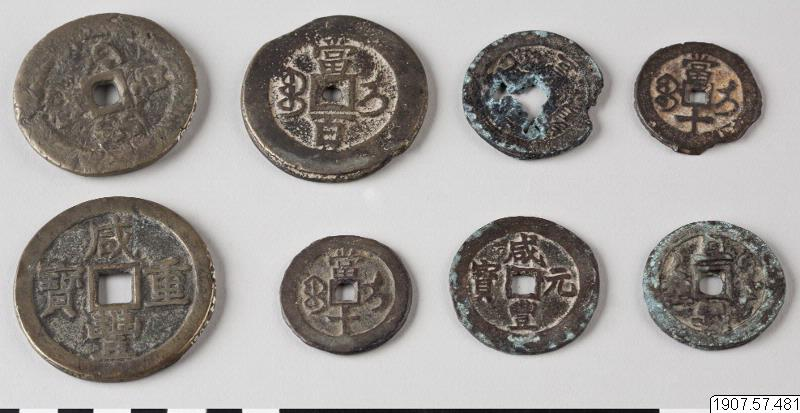
八枚清代铜钱，根据背文可知第1、2、3、6枚均为宝伊局铸造

宝伊局，清朝在新疆伊犁设立的铸钱局，为清朝在新疆设立的7个铸钱局之一，厂址位于原伊犁将军府所在地惠远城，即今新疆伊犁州霍城县惠远镇。宝伊局始设于1775年，前后铸钱91年。
宝伊局的建立，结束了长期以来新疆天山以北没有铸币基地的状况，促进了北疆经济的发展。

## 背景

新疆各局位置

清代，伊犁一直是新疆的政治、经济中心，自乾隆年间清军就在伊犁驻守。虽然靠实行开垦屯田弥补部分军费，但每年仍需靠内地供银50余万两，绸缎数万匹与当地哈萨克牧民交换牛羊马匹。由于当地缺乏制钱，给清军与牧民的交易造成了很大的不便。乾隆三十六年，曾担任过阿克苏参赞大臣，对阿克苏、乌什设局铸钱甚为熟悉的舒赫德调任伊犁将军后，开始筹划在伊犁设局铸钱。他认为“伊犁为准部汇总之区，兵屯甚众，商贩尤殷，需用钱文较他处为更要”，因而“鼓铸一事必应筹办”。但由于当时伊犁未发现铜矿，宝伊局并未及时开设。

## 铸币历史
乾隆四十年（1775年），按伊犁将军伊勒图的建议，为巩固边疆而在伊犁开设宝伊局铸造铜钱。宝伊局的开铸结束了北疆长期没有铸币基地的历史，促进了北疆经济的发展。宝伊局设炉2座，开始时每年铸钱1100余串，后每年铸钱1722串，所用铜料除在当地巴彦岱开挖之外，主要靠南疆各地调拨。宝伊局所铸造的乾隆通宝钱数量大，版式丰富:60。
嘉庆年间，新疆仅有阿克苏、宝伊两局铸钱，且所铸钱币中乾隆通宝两成，嘉庆通宝八成。宝伊局所铸嘉庆通宝，按面文“嘉”字中“吉”的大小可分为为“小吉嘉”与“大吉嘉”两种版式，其中“小吉嘉”铸造的数量大大超过“大吉嘉”:99。
道光年间，仍按旧例，所铸钱币中乾隆通宝两成，道光通宝八成:129。道光二十年（1840年），宝伊局因铜少而暂停。
咸丰元年（1851年），为镇压太平天国，清政府军费大增，而战乱导致的赋税收入减少、铸币材料短缺，则使得财政愈加困难，为弥补财政亏空，清政府开始发行纸币，并令各地铸钱局开铸大钱。1853年，宝伊局开铸大钱，成为当时铸行大钱的大局之一，也是新疆第一家铸造大钱的铸钱局。咸丰六年（1856年），因造成钱法混乱，大钱被废。咸丰年间，宝伊局除小部分平钱外，所铸大钱分为当四、当十、当五十、当百、当五百、当千数种。按《咸丰钱的版式系列》一书，当百、当五十、当十、当四和小平等均有实物发现，而当五百仅见记载:344。当五百、当千大钱则可见于零星的奏章中，如奕山咸丰四年正月十五日奏文中曾提及“宝伊局铸重二两的当千大钱”，次年又在奏文中提到“当千、当五百不能行使，奏明改铸当百以下大钱”。最早披露的一枚当五百原为张絅伯旧藏，后归陈仁涛，现为中国国家博物馆展出。阿克苏博物馆的馆藏文物中亦有当五百大钱。马定祥著《咸丰泉汇》中收录有一枚陈鸿禧旧藏的当五百，曾在2013年进行拍卖。咸丰初年，宝伊局曾铸造了少量的小平钱，后大多被回收铸造大钱，或被沙俄搜刮回国，因此存世不多:182。
同治初年，宝伊局铸造了与咸丰重宝当四钱一脉相承的同治重宝当四钱:279。同治三年（1864年），伊犁发生农民起义，同治五年（1866年），起事者占领惠远城，宝伊局被迫停炉。延续近百年的宝伊局遂成历史。
1871年俄国侵占伊犁后，由于宝伊局铸钱含铜量较高，在侵占伊犁10年中，原有宝伊局制钱被沙俄大量搜刮回国，改铸铜戈比或用作军工原料。1881年2月24日清政府和俄罗斯签订《改订陆路通商章程》，其中内容有专门提到禁止将中国铜钱贩运出口。光绪十五（1902年）年二月十三日，伊犁将军色楞额的奏折追录了当时情形称“俄国代收代守，纵有制钱，俱贱价买去，消灭无迹……”。

## 钱文
宝伊局所铸铜钱的钱文与中国内地各局格式相同。面文为四字汉文：小平钱的面文为年号加“通宝”两字，当五十及以下大钱的面文为年号加“重宝”两字，当百及以上大钱的面文为年号加“元宝”两字。背文也与新疆阿克苏局、乌什局等局所铸的背文左为满文，右为维文局名的格式不同，而是与内地制钱的格式相同，不用维文，而用满文“ᠪᠣᠣ
ᡳ”（宝伊），在穿左右。

## 材质
宝伊局所铸造钱币与内地各局所铸钱币等价流通，但含铜量更高一些，内地制钱材质为“铜六铅四”的黄铜，呈黄色，而宝伊局制钱为“铜七铅三”的青铜，稍显灰涩，为暗红色。由于果子沟天堑的阻挡，道路难行，宝伊局铸币用的材料多经夏特古道从南疆输入伊犁。
宝伊局历代铸币多为红铜，有少量黄铜等其他材质的铸钱，尤以咸丰年间铸币的材质种类最多，不仅有青铜、黄铜、红铜，还有铁质和铅质的铸币。咸丰重宝当四钱多为红铜，铁质的较少，黄铜材质的罕见；而当十以上的大钱多为黄铜材质，红铜的较少，铁质的罕见:182。